# Arnulf Klebel

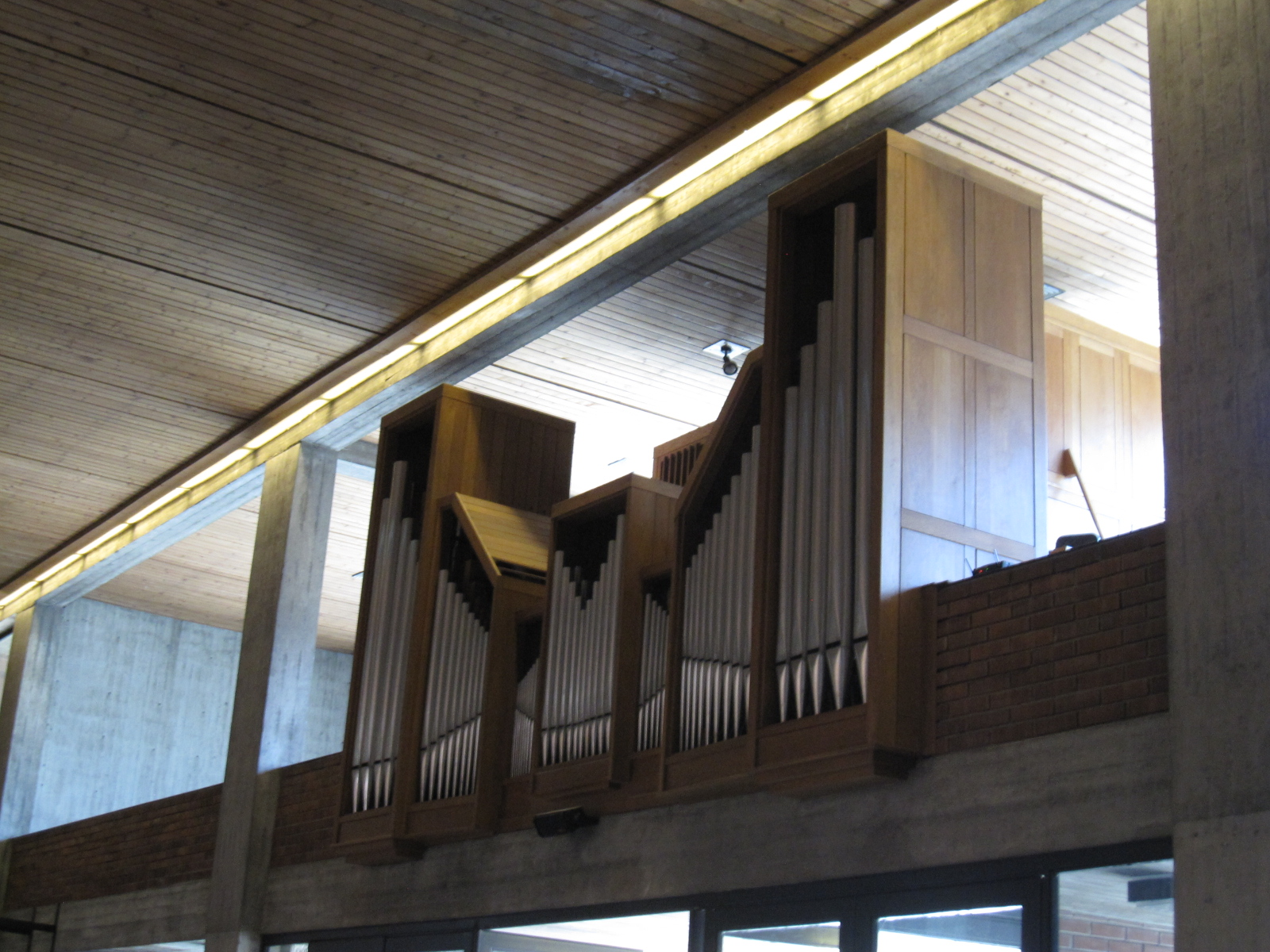
Neue Pfarrkirche Wien-Pötzleinsdorf

Arnulf Klebel (* 30. Oktober 1927 in Klagenfurt; † 1. Februar 2018 in Wien) war ein österreichischer Orgelbauer.

## Leben
A. Klebel studierte nach dem Krieg 4 Semester im Studium Maschinenbau in Graz und absolvierte danach eine Lehre als Orgelbauer bei Ferdinand Molzer in Wien. Danach arbeitete er bei Max Dreher in Salzburg sowie bei Metzler Orgelbau in Dietikon/Schweiz. Nach Ablegung der Meisterprüfung war er 2 Jahre bei Gregor Hradetzky in Krems an der Donau als Orgelbauer tätig. 1960 gründete er eine eigene Werkstätte in Wien, die er von 1960 bis 1979 in Wien betrieb. Als Orgelbauer fertigte er neben kleineren Instrumente 1973 die Orgel in der Neue Pfarrkirche Pötzleinsdorf (32/III/P) und war überwiegend mit Restaurierungen von Orgeln befasst.
Neben seiner Tätigkeit als Orgelbauer unterrichtete er an der Berufsschule für Musikinstrumentenerzeugung in Wien einige Generationen von Orgelbauern.

## Neubauten (Auswahl)
| Jahr | Ort                     | Gebäude                          | Bild | Manuale | Register | Bemerkungen                                                                                   |
| ---- | ----------------------- | -------------------------------- | ---- | ------- | -------- | --------------------------------------------------------------------------------------------- |
| 1961 | Oberschützen            | Pfarrkirche Großrußbach          |      | II/P    | 16       | Gehäuse aus 1743 von Johann Hencke                                                            |
| 1963 | Oberschützen            | Evangel. Gymnasium               |      | II/P    | 10       |                                                                                               |
| 1964 | Eggenburg               | Pfarrkirche Eggenburg            |      | II/P    | 20       | Neubau im historischen Gehäuse aus 1757                                                       |
| 1965 | Unterwaltersdorf        | Don-Bosco-Gymnasium              |      | II/P    | 11       |                                                                                               |
| 1970 | Absdorf                 | Pfarrkirche Absdorf              |      | II/P    | 14       | Orgel ursprünglich für die Pfarrkirche Ziersdorf errichtet, 1991 nach Absdorf übertragen      |
| 1973 | Wien                    | Neue Pfarrkirche Pötzleinsdorf   |      | III/P   | 32       |                                                                                               |
| 1975 | Furth bei Göttweig      | Stift Göttweig                   |      | I       | 5        | Orgel in der Krypta der Stiftskirche                                                          |
| 1975 | Seekirchen am Wallersee | Filialkirche Waldprechting       |      | I       | 4        |                                                                                               |
| 1976 | Stollhof NÖ             | Pfarrkirche Königin des Friedens |      | I/P     | 9        | für Bernardikapelle im Stift Heiligenkreuz errichtet, als Leihgabe nach Stollhof transferiert |

## Renovierungen, Restaurierungen
| Jahr | Ort                | Gebäude                   | Bild | Manuale | Register | Bemerkungen                                                      |
| ---- | ------------------ | ------------------------- | ---- | ------- | -------- | ---------------------------------------------------------------- |
| 1965 | Kremsmünster       | Stift Kremsmünster        |      | I       | 5        | Restaurierung der Kammer-Orgel aus 1587 von Georg Hacker         |
| 1966 | Rosenburg-Mold     | Basilika Maria Dreieichen |      | II/P    | 23       | Restaurierung der Orgel von Anton Pfliegler aus 1780             |
| 1968 | Spitz an der Donau | Schifffahrtsmuseum        |      | I       | 5        | Restaurierung des Orgel-Positivs von Johann Anton Römer aus 1697 |
| 1971 | Pernegg            | Stiftskirche Pernegg      |      | II/P    | 18       | Restaurierung der Orgel aus 1654 von Michael Prackh              |
| 1972 | Wien               | Minoritenkirche           |      | II/P    | 20       | Teil-Restaurierung der Orgel von Franz Xaver Christoph aus 1786  |